# تپه ورشون (گلباغ)
تپه ورشون (گلباغ) مربوط به دوره نوسنگی - عصر برنز -هزاره۱قم است و در شهرستان دلفان، بخش مرکزی، روستای گلباغی واقع شده و این اثر در تاریخ ۱۰ مهر ۱۳۸۰ با شمارهٔ ثبت ۴۱۵۸ به‌عنوان یکی از آثار ملی ایران به ثبت رسیده است.